# Inge Kilian
Inge Kilian, nach Heirat Inge Offermann, (* 3. Juni 1935 in Geisenheim) ist eine ehemalige deutsche Leichtathletin, die in den späten 1950er-Jahren als Hochspringerin erfolgreich war und 1956 bei den Olympischen Sommerspielen startete. Sie verbesserte mehrfach den deutschen Rekord. 

## Karriere
Inge Kilian wurde in Geisenheim am Rhein geboren und in ihrer Kindheit zog die Familie nach Braunschweig, wo sie als 12-Jährige zur Leichtathletik kam und 1948 einem Turnverein beitrat.
1953 wurde sie in Delmenhorst mit einer übersprungenen Höhe von 1,57 m Deutsche Jugendmeisterin im Hochsprung. 
Sie nahm an den Olympischen Spielen 1956 im australischen Melbourne teil, wo sie mit übersprungenen 1,55 m auf Platz 18 kam. Diese Platzierung war enttäuschend, nachdem sie im Mai desselben Jahres den 18 Jahre alten deutschen Rekord von Feodora zu Solms (1,64 m) eingestellt und diese Marke anschließend gleich zweimal auf 1,65 m und 1,66 m verbessert hatte (für eine Medaille hätte sie in Melbourne 1,67 m springen müssen). Sie wurde trainiert von Gerd Bode.

In ihrer aktiven Zeit war Inge Kilian 1,70 m groß und 60 kg schwer.
Das Jahr 1958 war das Jahr ihrer größten Erfolge. Mit einem Sprung über 1,68 m holte sie sich den deutschen Rekord zurück, den sie vorübergehend an Marlene Schmitz-Portz verloren hatte (erst zwei Jahre später schraubte ihn Ingrid Becker auf 1,69 m), und zwei Monate später gelangen ihr bei den Europameisterschaften 1958 in Stockholm ausgezeichnete 1,67 m, wobei sie jedoch das Pech hatte, nur aufgrund der größeren Anzahl an Fehlversuchen auf Platz vier zu kommen. 
Inge Kilian gewann insgesamt sechs Deutsche Meisterschaften (1955, 1956, 1957 und 1958 sowie 1956 und 1959 in der Halle). 